# ギルドホール (バーモント州)
ギルドホール（英: Guildhall）は、アメリカ合衆国バーモント州エセックス郡の町であり、同郡のシャイアータウン（郡庁所在地）である。人口は2000年国勢調査で268 人だった。バーモント州の郡庁所在地の中では最少である。町の中心にある大型看板によれば、ギルドホールと名付けられた世界で唯一の町だということである。この名前はギルドホールと呼ばれた広場に建てられた集会所の名前だった。
ギルドホールは、ニューハンプシャー州に跨るバーリン小都市圏に属している。

## 地理
アメリカ合衆国国勢調査局に拠れば、市域全面積は32.7平方マイル (84.7 km2)であり、全て陸地である。
ギルドホールの北はグランビー町とメイドストーン町、東はニューハンプシャー州のノーサンバーランド町、南は同じくニューハンプシャー州のランカスター町、西はルネンバーグ町とビクトリー町に接している。バーモント州で接している町はどれも人口100人そこそこの町ばかりである。

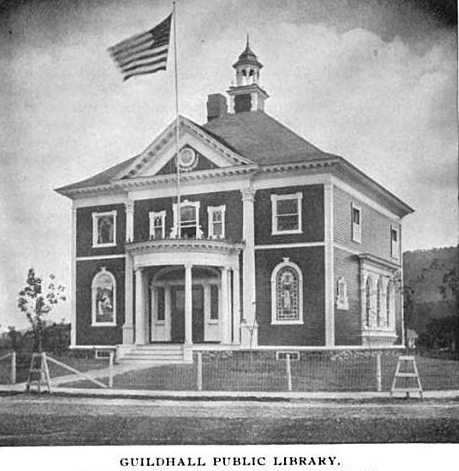
ギルドホール公共図書館、1901年頃

### 気候
ギルドホールの気候は季節によって温度差が大きいのが特徴であり、夏は温かいから暑くて湿度が高いことが多く、冬は寒くて時には厳しい寒さになる。ケッペンの気候区分に拠れば、湿潤大陸性気候、略号では "Dfb" にあたる。

## 人口動態
以下は2000年の国勢調査による人口統計データである。
| 基礎データ - 人口: 268 人 - 世帯数: 106 世帯 - 家族数: 76 家族 - 人口密度: 3.2人/km2（8.2 人/mi2） - 住居数: 151 軒 - 住居密度: 1.8軒/km2（4.6 軒/mi2） 人種別人口構成 - 白人: 95.15% - アジア人: 0.37% - その他の人種: 0.37% - 混血: 4.10% - ヒスパニック・ラテン系: 0.75% 年齢別人口構成 - 18歳未満: 24.3% - 18-24歳: 6.7% - 25-44歳: 22.8% - 45-64歳: 25.0% - 65歳以上: 21.3% - 年齢の中央値:43歳 - 性比（女性100人あたり男性の人口） - 総人口: 88.7 - 18歳以上: 86.2 | 世帯と家族（対世帯数） - 18歳未満の子供がいる: 29.2% - 結婚・同居している夫婦: 58.5% - 未婚・離婚・死別女性が世帯主: 4.7% - 非家族世帯: 28.3% - 単身世帯: 22.6% - 65歳以上の老人1人暮らし: 15.1% - 平均構成人数 - 世帯: 2.53人 - 家族: 2.96人 収入と家計 - 収入の中央値 - 世帯: 31,750米ドル - 家族: 38,958米ドル - 性別 - 男性: 30,313米ドル - 女性: 23,438米ドル - 人口1人あたり収入: 17,326米ドル - 貧困線以下 - 対人口: 10.3% - 対家族数: 10.4% - 18歳未満: 6.3% - 65歳以上: 22.0% |